# سباق طواف فرنسا 1937
سباق طواف فرنسا 1937 من سلسلة سباقات سباق طواف فرنسا. أقيم هذا السباق في تاريخ 30 يونيو - 25 يوليو 1937 على 20 (31 including split stages) مراحل. بعد مرور 138 ساعة و58 دقيقة و31 ثانية وبعد طي 4415 كم بمتوسط 31.768 كم في الساعة فاز بالميدالية الذهبية روجيه لابيبي من فرنسا، فيما حصد ماريو فيتشيني من إيطاليا الميدالية الفضية، وكانت الميدالية البرونزية من نصيب ليو أمبيرغ من سويسرا.

## الميداليات
| ذهب                  | فضة                     | برونز               |
| روجيه لابيبي - فرنسا | ماريو فيتشيني - إيطاليا | ليو أمبيرغ - سويسرا |